# Parafia Przemienienia Pańskiego w Horbowie
Parafia Przemienienia Pańskiego w Horbowie – parafia rzymskokatolicka w Horbowie.
Parafia rzymskokatolicka została założona przed 1516, skasowana w 1866. Przez lata w Horbowie funkcjonowały równolegle parafie i świątynie dwóch obrządków: łacińskiego i bizantyjskiego. Dzisiejszy drewniany kościół parafialny pw. Przemienienia Pańskiego został zbudowany jako cerkiew prawosławna w 1905 roku w miejscu wcześniejszych świątyń obrządku wschodniego (prawosławnej i unickich). W czasie I wojny światowej świątynia została uszkodzona, a w 1923 przejęta przez rzymskich katolików i wyremontowana. Najcenniejszym przedmiotem kultu jest znajdujący się w ołtarzu głównym obraz (ikona) Matki Bożej, który według tradycji został namalowany przed 1516 r. i do kasaty parafii łacińskiej znajdował się w kościele. Odnaleziony w katedrze lubelskiej 27 kwietnia 1924 uroczyście powrócił do Horbowa.
Terytorium parafii obejmuje Horbów, Horbów-Kolonię, Kłodę Dużą, Kłodę Małą, Lachówkę Dużą, Lachówkę Małą oraz Zalesie.

## Linki zewnętrzne

Kościół Przemienienia Pańskiego w Horbowie
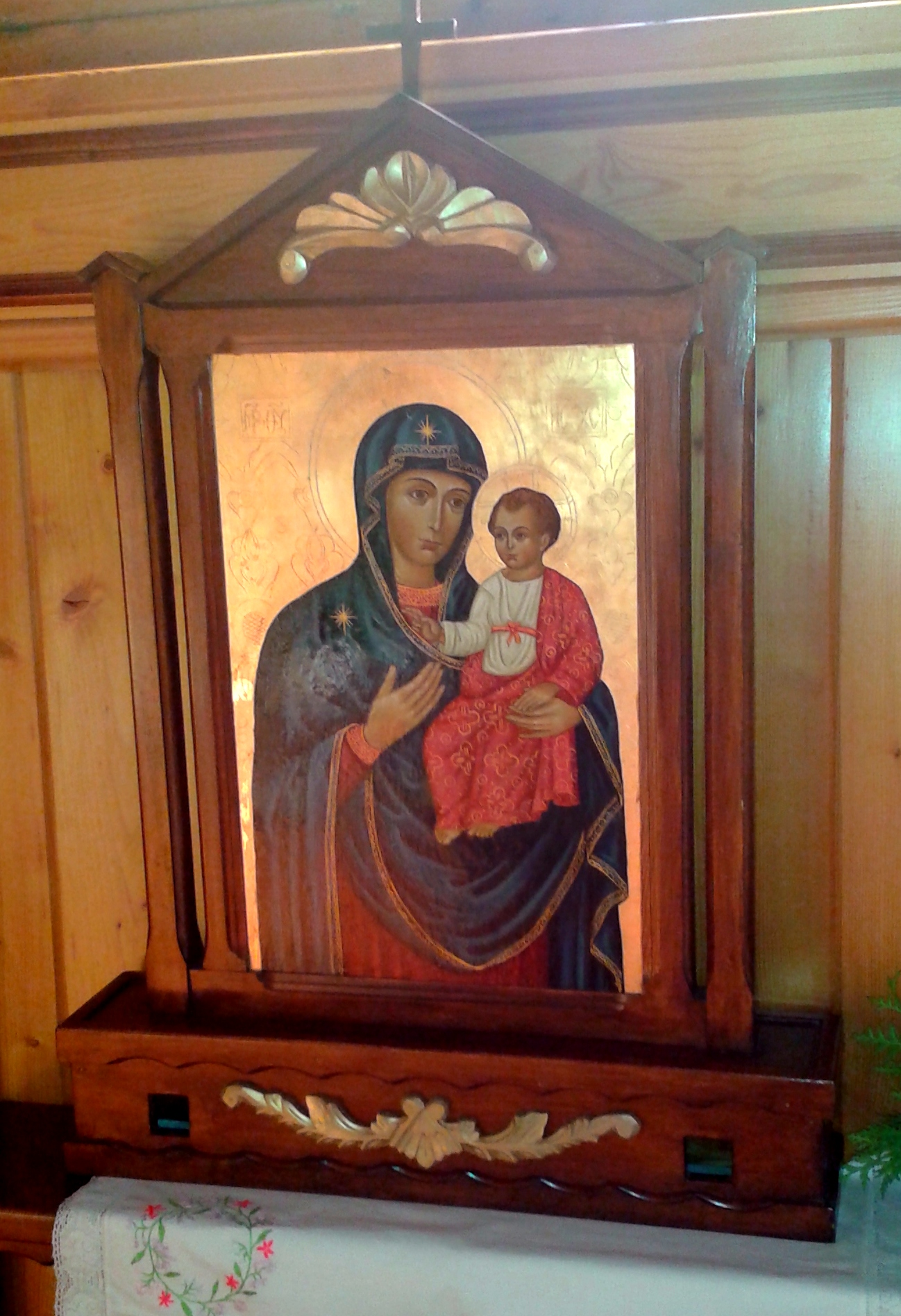
Matka Boska
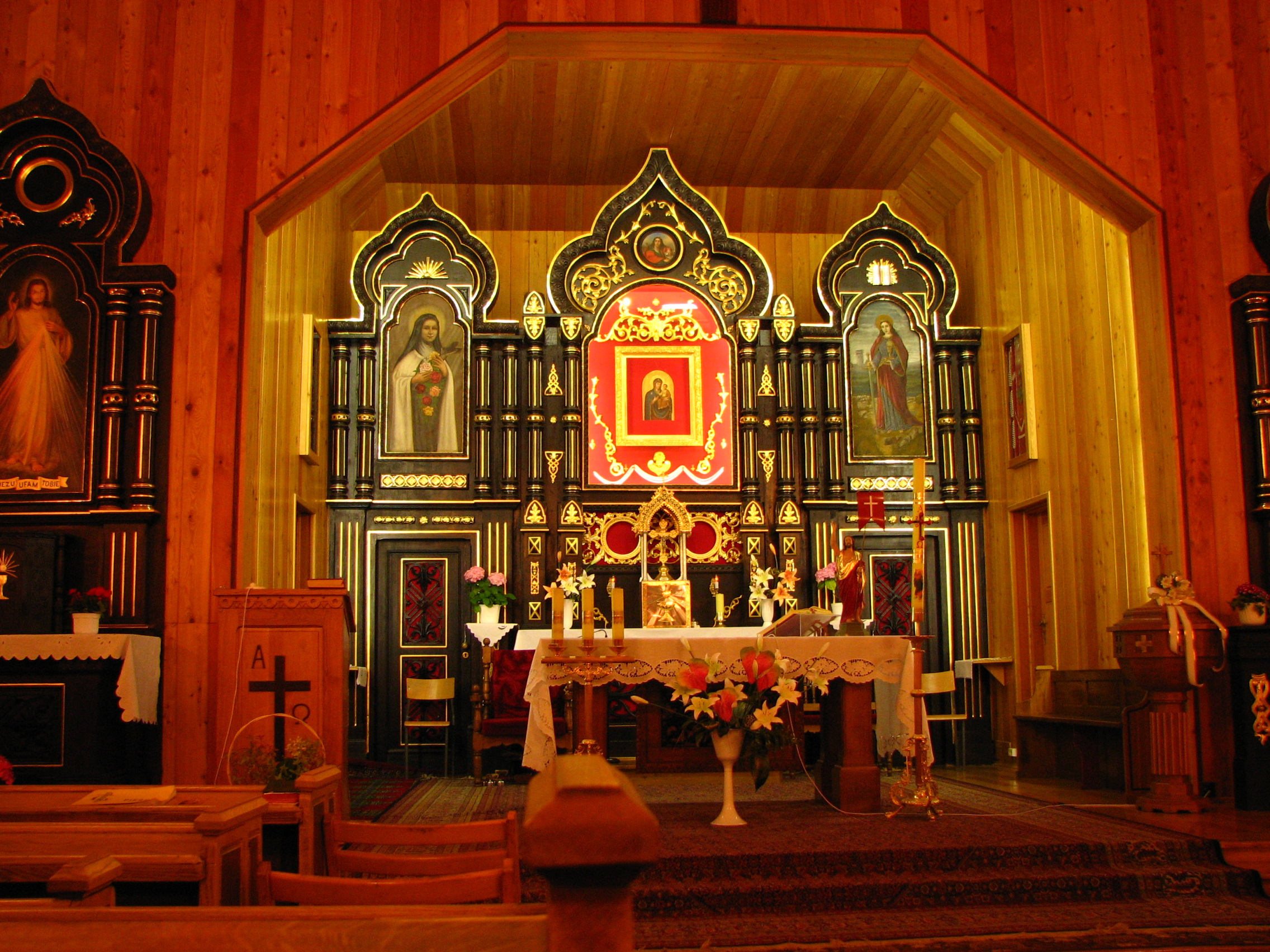
Ołtarz główny
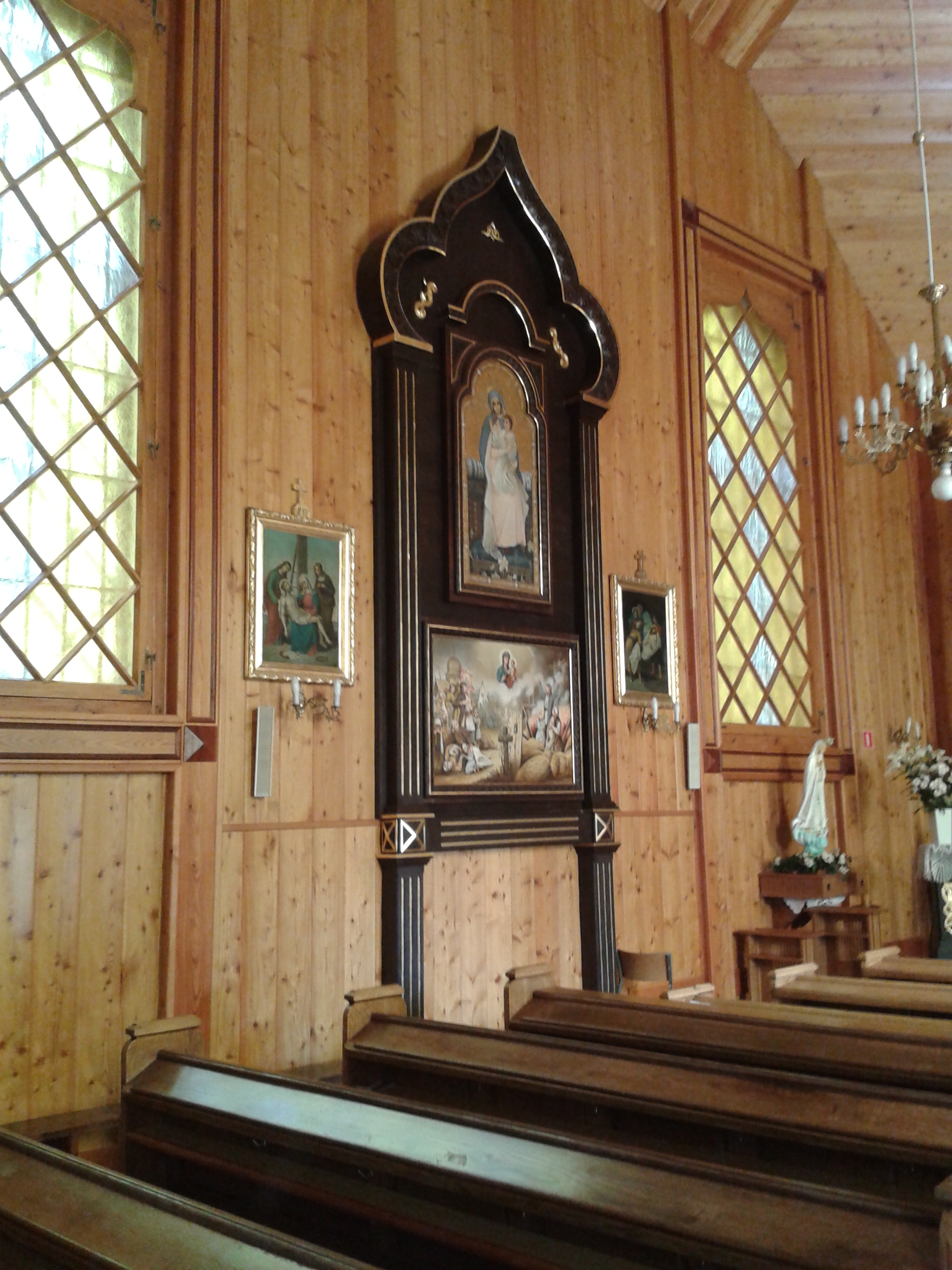
Ikona Maryjna